# Гробниця Діви Марії
Гробни́ця Ді́ви Марі́ї (івр. קבר מרים) — одна з найбільших християнських святинь, гробниця в скелі, де була похована Діва Марія. Знаходиться в Гефсиманському саду, у підніжжя західного схилу Оливкової гори, близько від Церкви Всіх Націй, у Кедронській долині Єрусалима. Над гробницею надбудована печерна церква Успіння.
Надбудована церква належить до Вірменської апостольської церкви та Грецької православної церкви. Сирійська православна церква, Ефіопська православна церква та Коптська православна церква мають дозвіл спільного використання. Сходи вниз, у церкві ведуть до могили, де тіло Богородиці перебувало до воскресіння. Збоку сходів розташовані могили її батьків: Йоакима та Анни, а також Йосифа Обручника.

## Поховання Богородиці
Детальніші відомості з цієї теми ви можете знайти в статті Храм Успіння Пресвятої Богородиці.
За переказами, відомими з IV століття, Богородиця померла в Єрусалимі в будинку апостола Івана, на місці якого збудований Храм Успіння Пресвятої Богородиці. Апостоли поховали Її недалеко, в Гефсиманії, в гробниці де раніше були поховані її батьки Йоаким та Анна, а також Йосиф Обручник. Однак апокриф « Успіння Марії» (написаний не раніше IV століття) повідомляє, що Богородиця була похована апостолами « в Гефсиманії в новому гробі». Відсутній при похованні апостол Хома прийшов через три дні в Гефсиманію і попросив відкрити труну, щоб попрощатися з Марією, відкрита труна виявилася порожньою.

## Історія
Традиція, що визначає Єрусалим, як місце поховання Богородиці, відома з I століття: про це пише Діонісій Ареопагіт у своєму посланні єпископу Титу. 326 року над гробницею в долині Кедрону імператрицею Оленою була побудована перша церква, що існувала в незмінному вигляді до XI століття, але потім була зруйнована. У 1161 р. храм був відновлений дочкою Балдуїна II — Мелісандою: вона прикрасила його стіни фресками, а після смерті вона була похована в крипті храму. Гробниця Богородиці була розкрита за рішенням Шостого вселенського собору, за переказами, в ній були знайдені пояс і похоронні пелени.

## Опис
Храм розташований під землею, вхід в нього з півдня. Від входу вниз ведуть широкі кам'яні сходи з 48 сходинок. Підземна церква має форму хреста і в ній знаходиться мармурова Кувуклія (тобто невелика каплиця, трохи більше ніж 2x2 м) з труною Богородиці. Кувуклія має два входи, один із заходу, другий з півночі. Зазвичай паломники заходять в західний а виходять через північний вхід. За Кувуклії, у східній частині храму, знаходиться чудотворна і дуже шанована Єрусалимська ікона Божої Матері, яка поміщена в рамку з рожевого мармуру. Зліва від неї, біля стіни, розташований жертовник. З південного боку кувуклії влаштована невелика молитовня для мусульман, які також шанують Діву Марію.
Розмір Храму в довжину приблизно 34 м зі сходу на захід і 6 м в ширину (з півночі на південь). Сходи, що ведуть до храму мають ширину приблизно 6,5 м.

## Галерея

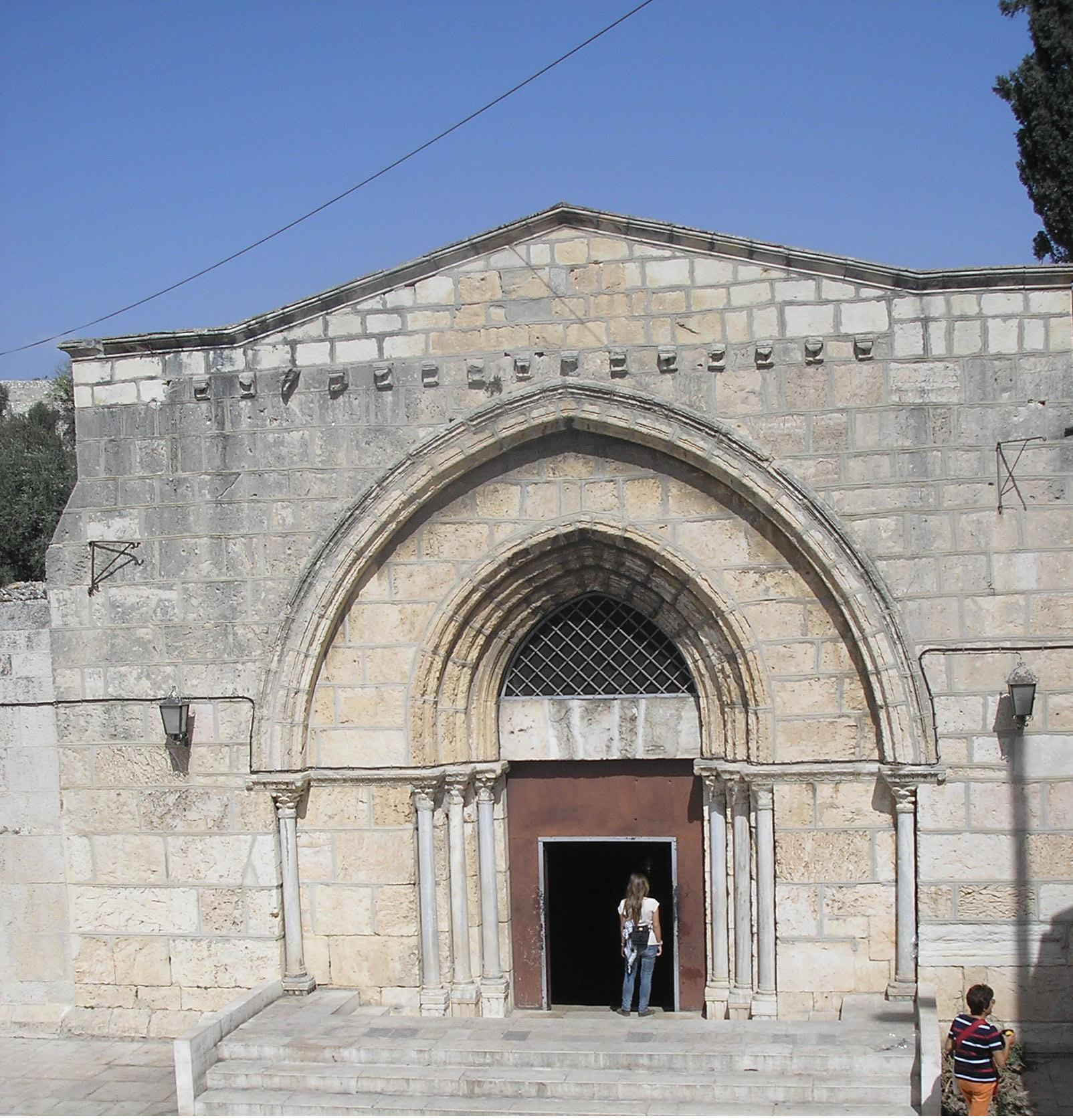
Фасад церкви XII століття
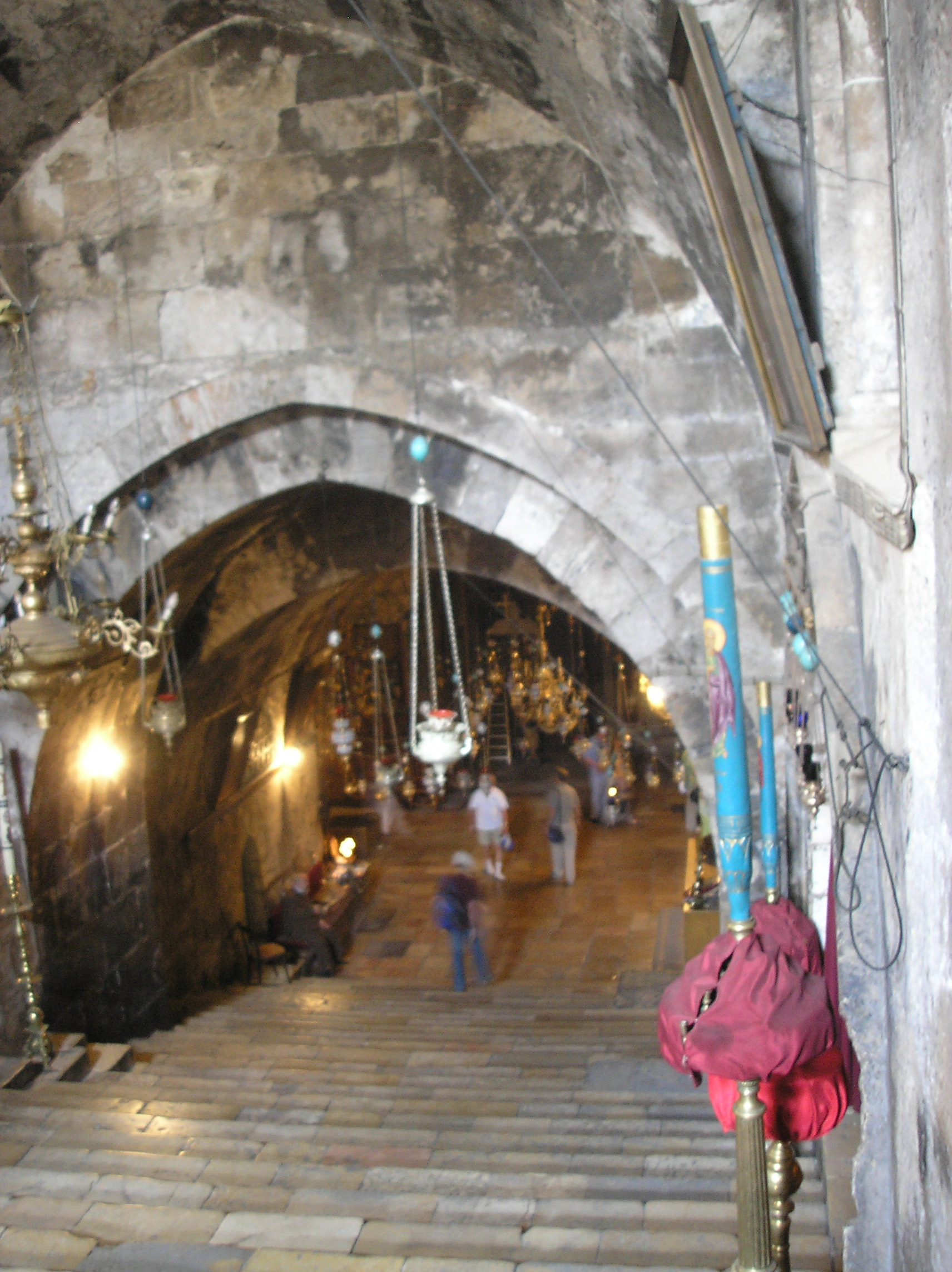
Сходи поміж каплицями
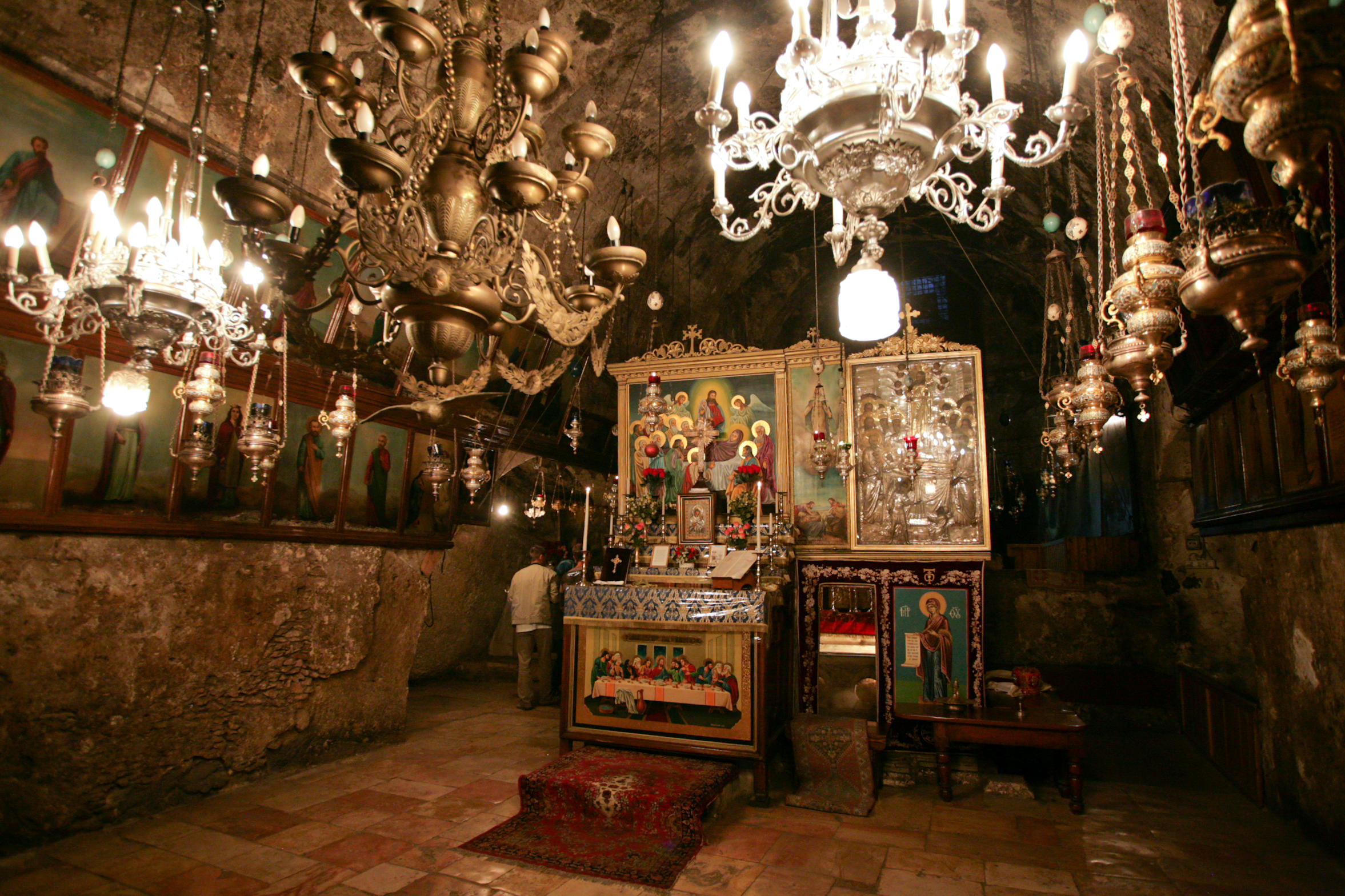
Вхід до Гробниці Богородиці
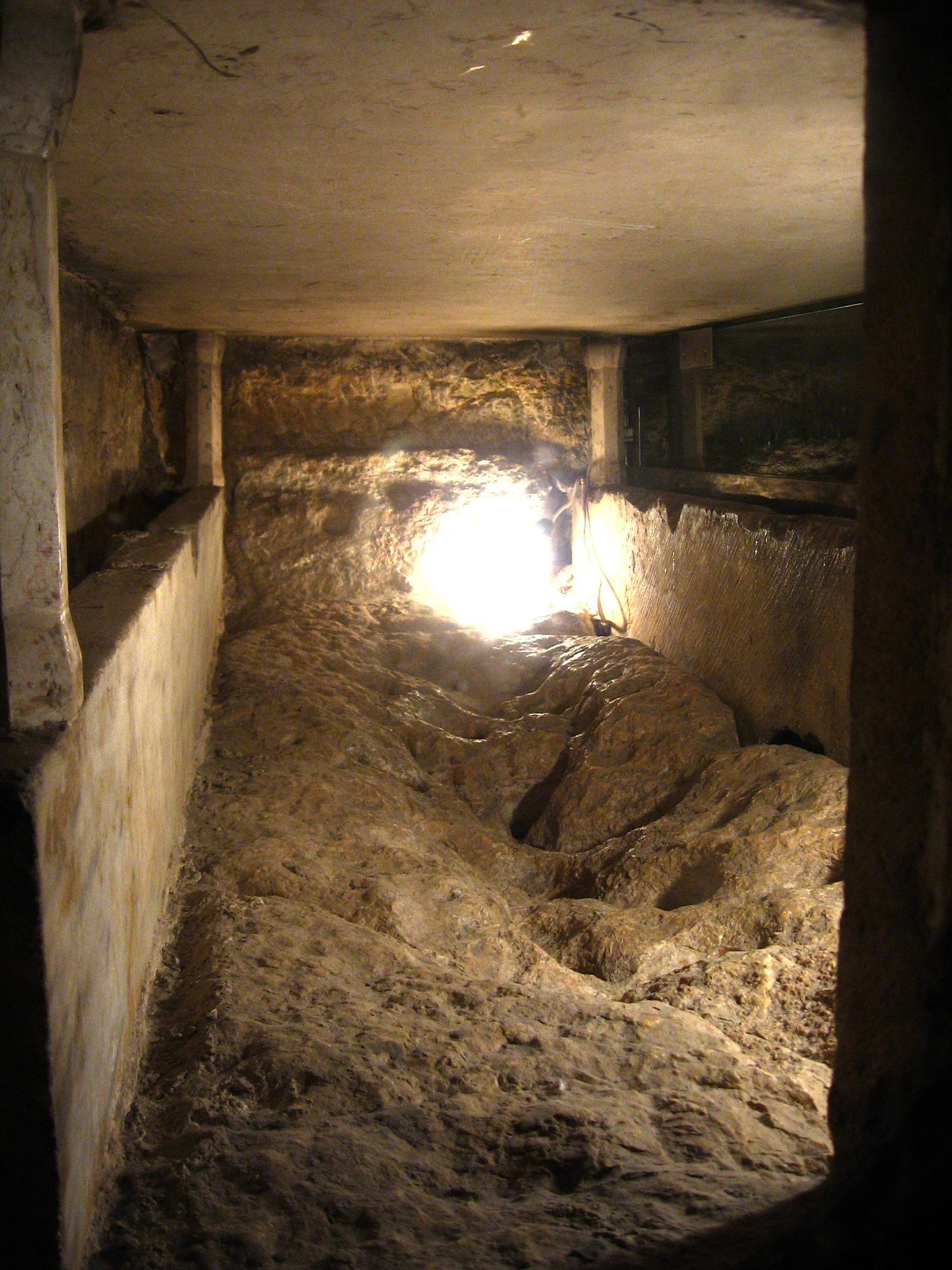
Порожній саркофаг